# Pseudoeurycea melanomolga
Pseudoeurycea melanomolga é uma espécie de salamandra da família Plethodontidae.
É endémica do México.
Os seus habitats naturais são: regiões subtropicais ou tropicais húmidas de alta altitude e campos de altitude subtropicais ou tropicais.
Está ameaçada por perda de habitat.